# مارگارت دوم، کنتس فلاندرز
مارگارت دوم، کنتس فلاندرز (انگلیسی: Margaret II, Countess of Flanders؛ 1202 – ۱۰ فوریهٔ ۱۲۸۰)، کنتس فلاندر از سال ۱۲۴۴ تا ۱۲۷۸ و کنتس انو از سال ۱۲۴۴ تا ۱۲۵۳ و ۱۲۵۷ تا ۱۲۸۰ میلادی بود. وی همچنین دختر امپراتور لاتین، بالدوین و همسرش ماری شامپانی بود. 